# Paolo Vimercati Sozzi
Paolo Vimercati Sozzi (Milano, 26 marzo 1801 – Bergamo, 21 marzo 1883) è stato un antiquario e collezionista italiano, studioso di archeologia e di protostoria della bergamasca.

## Biografia.
Nobile milanese, il conte Paolo Vimercati Sozzi compì studi legali a cui affiancò la formazione da autodidatta nei campi delle scienze naturali, dell'archeologia e della numismatica.
Nel 1835 si trasferì a Bergamo dove avviò una Raccolta o Collezione enciclopedica presso la propria dimora, Palazzo Tasso in via Pignolo. Negli anni si specializzò nella raccolta dei documenti di storia locale: testi a stampa e manoscritti, oggetti d'arte, epigrafi, reperti archeologici e numismatici.
Prese parte attiva alla vita culturale della propria epoca: partecipò alle Riunioni degli scienziati italiani a Milano nel 1844 e nel 1846 a Pavia e pubblicò scritti di argomento numismatico, archeologico, storico-artistico e scientifico. Negli anni del Risorgimento e poi nell'età post-unitaria, condivise con la comunità degli studiosi le proprie ricerche in una sorta di federalismo culturale. Viaggiava in Italia e in Europa mosso dai propri interessi culturali e consolidava contatti con intellettuali del proprio tempo, quali, fra gli altri, Bernardino Biondelli, direttore del Gabinetto Numismatico Braidense e professore di Archeologia, Ernest Breton, presidente dell'Institut de France, l'archeologo Giuseppe Fiorelli, l'epigrafista Giovanni Labus e più tardi lo storico ed epigrafista Theodor Mommsen. Fu presidente dell'Ateneo di scienze lettere ed arti di Bergamo e membro delle principali accademie italiane ed europee, alla cui attività contribuì con pubblicazioni e un fitto epistolario.
Per le sue numerose pubblicazioni traeva spunto dai materiali posseduti. Il suo museo e i suoi studi affrontarono consapevolmente i temi cruciali di patria, memoria e identità.
Presso diverse istituzioni culturali italiane e straniere sono conservati svariati documenti (fotografie, disegni, planimetrie, atti notarili, stampe, manoscritti di carattere archeologico-antiquario, epistole) risalenti agli anni dal 1840 al 1883. Essi attestano oggetti e allestimenti espositivi della Raccolta o Collezione, divenuta poi Museo Vimercati Sozzi trasferito nell'adiacente  Palazzo Alessandri e separato dalla dimora di abitazione. I riferimenti culturali degli allestimenti furono molteplici e spaziavano dall'enciclopedismo settecentesco (la fase iniziale della Raccolta / Collezione di Palazzo Tasso) al romanticismo storicista ottocentesco (la successiva fase del Museo Vimercati Sozzi di Palazzo Alessandri).
Paolo inoltre possedeva una residenza estiva presso Gorlago, casa poi lasciata alla figlia Amalia in seguito al suo matrimonio.

## Attività collezionistica e allestimenti museali.
Dal 1840 al 1860, “Raccolta - Sozzi in Bergamo”, ovvero “Collezione Numismatica, Callitecnica e Naturale del conte Paolo Vimercati Sozzi in Bergamo", con sede in palazzo Tasso in via Pignolo.
Dal 1861 al 1883,  “Museo del Conte Paolo Vimercati Sozzi in Bergamo”, con sede in palazzo Alessandri, in via Pignolo. Il Museo fu disperso all'asta dagli eredi a un decennio dalla  sua morte.
Dal 1869, fondatore del “Patrio Museo” di Bergamo.

## Il dono al municipio di Bergamo nel 1869.
Nel 1869 il conte Paolo Vimercati Sozzi donò al municipio di Bergamo di tutti i materiali relativi alla storia locale. 
Il dono prefigurava un “Patrio Museo” di Bergamo, analogamente a quanto era avvenuto a Milano (1862) a Lodi (1868) e altrove nella penisola. In un'epoca di grandi cambiamenti, tali musei comunali proponevano la tutela del patrimonio culturale come pratica sociale collettiva. Oltre a ciò, essi rappresentavano anche un fondamentale aspetto della politica culturale: in età post-unitaria allo sforzo dello Stato nel costruire un apparato amministrativo in grado di studiare, di conservare e di valorizzare le testimonianze del passato in nome della nazione, si affiancava l'impegno delle comunità locali che si riappropriavano del proprio patrimonio che, nei decenni 1860-1870, si mobilitarono diffusamente contro l’istanza centralizzatrice del ministro Ruggiero Bonghi e affermavano, invece, il diritto di ogni singolo municipio di custodire le testimonianze del proprio passato. Il nobiluomo, che fin dal 1866 fu membro delle Commissioni locali per la tutela del patrimonio, concepiva appunto il Museo Patrio come un tassello nell'ambito di un sistema di tutela policentrico. Esso, come altrove, nasceva per affermare la rilevanza culturale di Bergamo entro la nuova compagine nazionale.
I materiali donati alla città rimasero a lungo depositati presso la Biblioteca civica Angelo Mai. Si salvarono così dalla dispersione all'asta del Museo Vimercati Sozzi e costituiscono il nucleo del Civico museo archeologico di Bergamo, inoltre arricchiscono le raccolte numismatiche del museo dell'Accademia Carrara e il patrimonio di manoscritti e di libri a stampa della biblioteca civica cittadina.

## Pubblicazioni
Si elencano di seguito le principali pubblicazioni. Una gran parte dei suoi studi è rimasta manoscritta.
- Breve quadro descrittivo della nascente “Raccolta - Sozzi” in Bergamo, ossia Collezione Numismatica - Callitecnica - Naturale incoata e progrediente per opera di Paolo Conte Vimercati Sozzi socio onorario del Patrio Ateneo, col prospetto di una delle Sale, Bergamo, Mazzoleni, 1840.
- Discorso letto nell’Ateneo di Bergamo sopra ad alcuni monumenti esistenti in Roma alla memoria di illustri Bergamaschi, annessivi i relativi disegni ed analoghe illustrazioni, Bergamo, Mazzoleni, 1840.
- Ragionamento sovra alcuni vasi o lucerne fittili, un vetro ed un bronzo tratti da vetustissime arche sepolcrali presso Lovere, letto nella pubblica seduta 22 aprile 1841 dell’Ateneo di Bergamo, Bergamo, Mazzoleni, 1841.
- Sulla moneta della città di Bergamo nel secolo XIII, Bergamo, Mazzoleni, 1842.
- Su varj argomenti relativi a Torquato Tasso e produzione d’un ritratto finora inedito che ci presenta il sommo degli epici italiani nell’epoca di sua carcerazione in S. Anna, Bergamo, Mazzoleni, 1844.
- Cenni sulle belemniti d’Entratico corredati da due tavole litografate, Bergamo, Mazzoleni, 1844.
- Monumenti bergamaschi in Roma, Bergamo, Pagnoncelli, 1849.
- Lapide romana sterrata nella provincia di Bergamo, Bergamo, Pagnoncelli, 1866.
- Ritrovamenti numismatico-archeologici Suardi e Volpi, Bergamo, Pagnoncelli, 1866.
- Dono, Bergamo, Bolis, 1869.
- Cose patrie, Bergamo, Pagnoncelli, 1870.
- Illustrazione della raccolta preistorica dell’epoca della pietra, nuova per Bergamo, testé aggiunta al Museo del nobile conte Paolo Sozzi-Vimercati, in AABg, anno I (a. a. 1874-‘75), II dispensa, Bergamo, Gaffuri e Gatti, 1875, pp.176-188.
- La figulina iconografica ed epigrafica, nella sua fase di studi investigativi del significato de’ molteplici suoi bolli negletti anche da dottissimi autori che ne trattarono ne’ scorsi secoli, in AABg, anno III (a. a. 1876-‘77), dispensa unica, Bergamo, Gaffuri e Gatti, 1878, pp. 27-57.
- Notizie illustrative d’una Lapide Araba e d’un Epitaffio Chinese, in AABg, anno IV (a. a. 1878-‘79), Bergamo, Gaffuri e Gatti, 1880, pp. 1-15.
- 1880 Dissertazione
- Dissertazione sui Nummi popolari cartacei italiani, in AABg, anno IV (a. a. 1878-‘79), Bergamo, Gaffuri e Gatti, 1880, pp. 1-37.